# الحياة بعد الكراهية
الحياة بعد الكراهية هي منظمة غير ربحية تأسست في عام 2011 من قبل أرنو ميكايليس. تتجلى مهمتها في مساعدة الناس على ترك مجموعات الكراهية، وخاصة مجموعات تفوق العرق الأبيض.
في يناير 2017، تقدمت إدارة باراك أوباما للمنظمة بمبلغ 400000 دولار كجزء من منحة من وزارة الأمن الداخلي لفرق مكافحة التطرف العنيف. لكن مستشارة وزارة الأمن الداخلي كاثرين غوركا ومساعدين آخرين للرئيس دونالد ترامب أوقفت المنحة في يونيو من نفس السنة.
تأسست بعد ذلك حملة تمويل جماعي في مدينة شارلوتسفيل في ولاية فيرجينيا بعد احتجاجات شارلوتسفيل عام 2017 جمعت 429،500 دولار للمنظمة.
في يناير 2018، تبرع لاعب كرة القدم الأمريكية كولين كايبرنيك بـ 50،000 دولار.